# Ново-Осетінський
Ново-Осетінський (рос. Ново-Осетинский) — хутір у Прохладненському районі Кабардино-Балкарії Російської Федерації.
Орган місцевого самоврядування — сільське поселення Благовіщенка. Населення становить 517 осіб.

## Історія
Згідно із законом від 27 лютого 2005 року органом місцевого самоврядування є сільське поселення Благовіщенка.

## Населення
| 1926 | 2002 | 2010 |
| ---- | ---- | ---- |
| 183  | ↗524 | ↘517 |